# Harald Westergaard

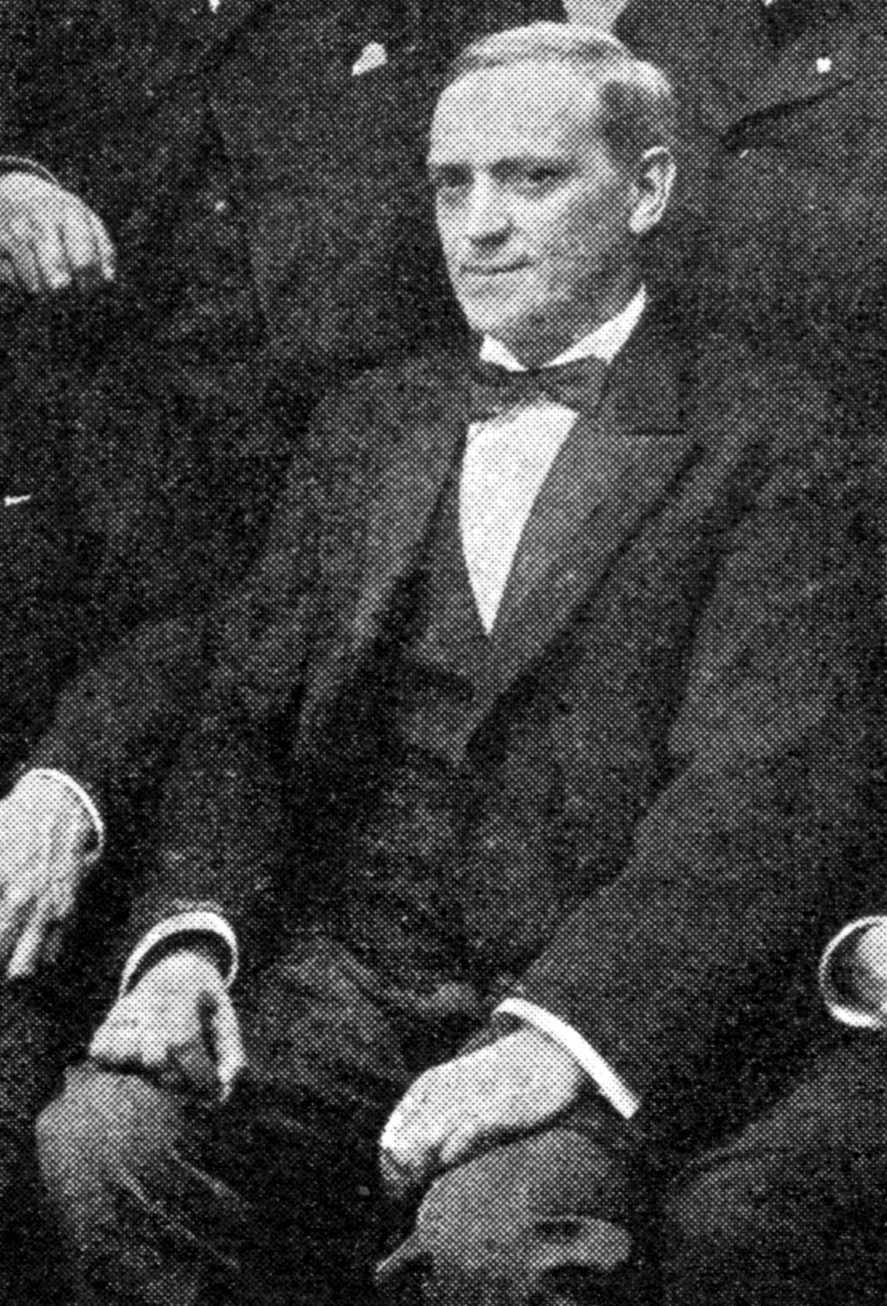
Harald Westergaard

Harald Ludvig Westergaard, född 19 april 1853 i Köpenhamn, död 13 december 1936, var en dansk statistiker och nationalekonom. Han var son till Niels Ludvig Westergaard.
Westergaard tog magisterkonferens i matematik 1874 och statsvetenskaplig examen 1877. Han vann Köpenhamns universitets guldmedalj 1881, och tilldelades 1902 doktorsgraden i statsvetenskap utan disputation. År 1882 blev han docent och var 1886-1924 professor. Samma år blev han meddirektör för sparbanken "Bikuben" och likaledes från samma år ledamot av styrelsen för försäkringsbolaget "Danmark" intill 1904, då han blev ledamot av Forsikringsrådet. Från 1900 var han ledamot av styrelsen för Nationaløkonomisk forening. Han studerade särskilt försäkringsväsen och sociala frågor samt blev 1885 ledamot av en viktig arbetarkommitté och 1903 av en kommitté angående invaliditetsförsäkring.
Westergaards förnämsta arbete är Die Lehre von der Mortalität und Morbilität (1881-82; ny upplaga 1901). Förutom många avhandlingar i utländska tidskrifter författade han Lærebog i statistikens teori (1890; översatt till tyska), Den ældre nationalekonomis opfattelse af det sociala spørgsmaal (1896), Forelæsning over nationalekonomien (1908) och Det 19:e aarhundredes ekonomiske udvikling (1910); samt (tillsammans med Marcus Rubin) Landbefolkningens dødelighed i Fyens stift (1886) och Ægteskabsstatistik paa grundlag af den sociale lagdelning (1890). 
Westergaard tog verksam del i arbetet för den köpenhamnska kyrkosaken (uppförandet av nya kyrkor) och var från 1890 ordförande i Kirkefondets forretningsudvalg. Likaså var han ledamot av "det store kirkelige udvalg" 1903-07 (om folkkyrkans författning). Han blev ledamot av svenska Vetenskapsakademien 1914.